# Stephensen (slægt)
Den islandske embedsmandslægt Stephensen (Stefánsson) føres tilbage til sognepræst i Raunagil, provst Ólafur Guðmundsson, hvis sønnesønner var biskop på Holar Sigurður Stefánsson (1744-1798) og gehejmeetatsråd Ólafur Stefánsson (1731-1812), der var Islands første indfødte stiftamtmand.
Af Ólafur Stefánssons børn skal nævnes Torunn Stephensen (1764-1786), der var gift med biskop Hannes Finssen (1739-1796), forfatteren, justitiarius, konferensråd Magnús Stephensen (1762-1833), amtmand i Island Stefán Stephensen (1767-1820) og justitssekretær, kancelliråd Bjørn Stephensen (1769-1835), hvis søn departementschef Oddgeir Stephensen (1812-1885) var fader til fabrikejer Bjørn Stephensen (1855-1940) og til teaterdirektør Oddgeir Stephensen (1860-1913), hvis datter var skuespillerinden Gudrun Stephensen (1892-1946).
Stefán Stephensen (1767-1820) var fader til sysselmand, justitsråd Magnús Stephensen (1797-1866), der var fader til landshøvding Magnús Stephensen (1836-1917).
Ovennævnte amtmand Stefan Stephensen (1767-1820) var fader til overauditør, by- og herredsfoged i Varde Olaf Stephani Stephensen (1792-1854), af hvis sønner skal nævnes departementschef John Hilmar Stephensen (1846-1889), direktør for Den Kongelige Grønlandske Handel, etatsråd Hannes Peter Stephensen (1832-1908) og herredsfuldmægtig, kancelliråd Westy Christian Ludvig Stephensen (1836-1893), der var fader til nationalbankdirektør Westy Oddgeir Hilmar Stephensen (1868-1950), inspektør Regnar Stephensen (1866-1902) og til dommer Karl Emil Stephani Stephensen (1861-1934), hvis sønner var arkitekt, redaktør Hakon Læssøe Stephensen (1900-1986) og arkitekt Magnus Læssøe Stephensen (1903-1984). Arkitekt Hakon Stephensen er fader til overlæge Niels Karl Læssøe Stephensen (født 1932), som er fader til Jon Læssøe Stephensen (født 1959) og arkitekt Peter Stephensen.
Arkitekt Magnus Læssøe Stephensen er fader til advokat Karl Stephan Læssøe Stephensen, som er fader til retoriker Barbara Læssøe Stephensen (født 1969), samt til ingeniør, direktør Jens Stephensen (født 1941), keramiker Snorre Stephensen (født 1943) og arkitekt Hannes Stephensen (født 1944), som er gift med kunsthistoriker, dr.phil. Lulu Salto Stephensen (født 1949).